# Амстердамский музей движения Сопротивления
Музей движения Сопротивления (нидерл. Verzetsmuseum) — музей истории нидерландского движения Сопротивления во время Второй мировой войны, расположенный в амстердамском районе Плантаге.

## История и экспозиция
С 14 мая 1940 по 5 мая 1945 год Нидерланды были оккупированы армией нацистской Германии. Постоянная экспозиция музея воссоздаёт атмосферу на улицах Амстердама во время нацистской оккупации. Большие фотографии, старые плакаты, предметы, фильмы и звуки того времени помогают воссоздать сцену событий. Часть экспозиции посвящена Холокосту в Нидерландах.
Идею о создании в Амстердаме музея движения Сопротивления в 1980 году высказали сразу несколько нидерландских политиков — ветеранов Второй мировой войны. Музей был открыт в 1984 году.
Первоначально он располагался в помещении построенной в 1935 году синагоги на Лекстраат. В 1999 году переехал в Дом Планциуса. Здание украшено звездой Давида. Было построено в 1876 году на месте старого дома Петера Планциуса (1550—1622), священнослужителя и географа. В течение нескольких десятилетий в здании располагались еврейское училище (хедер) и Еврейский культурный центр. С 1913 года в здании размещалась служба такси. Только после реконструкции в 1999 году здесь разместилась экспозиция музея.
Музей открыт ежедневно в течение всего года, за исключением 1 января, 27 апреля и 25 декабря. Вход со вторника по пятницу с 10:00, с субботы по понедельник с 11:00. Музей прекращает работу в 17:00. Кроме основной экспозиции, на территории музея открыта библиотека, действуют кафе и магазин.